# Daniel Biolley
Daniel Biolley (* 10. Juni 1943 in Freiburg im Üechtland) ist ein ehemaliger Schweizer Radrennfahrer.

## Sportliche Laufbahn
Biolley war Strassenradsportler und als Amateur Mitglied der Schweizer Nationalmannschaft. 1966 belegte er in der Tour de l’Avenir den 8. Rang und war damit bester Schweizer. 1965 kam er auf den 42. Platz, 1968 wurde er 31. im Endklassement. In der Meisterschaft von Zürich wurde er 1965 Dritter im Amateurrennen hinter dem Sieger Hans Lüthi, 1967 wurde er Zweiter hinter Aldo Balasso. 1968 gewann er die Tour du Lac Léman. 1969 wurde er dort Zweiter hinter John Hugentobler.
Bei den Strassenradsport-Weltmeisterschaften 1965 wurde er 10. und bester Fahrer der Schweizer Nationalmannschaft. 1966 kam er auf den 21. Platz. 1967 fuhr er die Internationale Friedensfahrt und beendete das Etappenrennen als 30. der Gesamtwertung.